# Gerda Landgren
Gerda Landgren, född Gerd Elisabet Landgren 5 december 1896 i Köping, Västmanlands län, död 13 september 1989 i Enskede, Stockholm, var en svensk skådespelare.

## Filmografi
- 1935 – Kärlek efter noter
- 1936 – På Solsidan
- 1938 – Med folket för fosterlandet
- 1939 – Rena rama sanningen
- 1940 – Vi Masthuggspojkar
- 1940 – Kyss henne!
- 1941 – Fransson den förskräcklige
- 1942 – Gula kliniken
- 1943 – En flicka för mej
- 1945 – Sextetten Karlsson
- 1948 – Känn dej som hemma

## Teater

### Roller
| År   | Roll           | Produktion                                                                              | Regi              | Teater                        |
| ---- | -------------- | --------------------------------------------------------------------------------------- | ----------------- | ----------------------------- |
| 1933 |                | Frans Fransson och son Ernst Berge                                                      | Thor Modéen       | Vanadislundens friluftsteater |
| 1933 |                | Hela havet stormar Ronald Mackenzie                                                     | Gustaf Linden     | Skådebanan                    |
| 1933 |                | Den store hädangångne René Fauchois                                                     | Helge Wahlgren    | Skådebanan                    |
| 1938 |                | Glada änkan i 12:an Siegfried Fischer                                                   | Siegfried Fischer | Klippans sommarteater         |
| 1938 | Erika Lundborg | Kökskavaljerer Siegfried Fischer                                                        | Siegfried Fischer | Mosebacketeatern              |
| 1940 |                | Här dansar Kalle Karlsson Sigge Fischer                                                 |                   | Klippans sommarteater         |
| 1943 | Medverkande    | Folkets hushåll, revy Harry Iseborg, Karl-Ewert, Fritz Gustaf Sundelöf, Gardar och Esse | Ragnar Klange     | Folkets hus teater            |
| 1956 | Kate Mayo      | Bortom horisonten (Beyond the Horizon) Eugene O'Neill                                   | Lars Barringer    | Upsala-Gävle stadsteater      |
| 1956 |                | Boyfriend (The Boy Friend) Sandy Wilson                                                 | Lars Barringer    | Upsala-Gävle stadsteater      |
| 1957 |                | Geografi och kärlek (Geografi og kjærlighet) Bjørnstjerne Bjørnson                      | Lars Barringer    | Upsala-Gävle stadsteater      |
| 1958 |                | Koppla av! (You Can't Take It With You) George S. Kaufman och Moss Hart                 | Lars Barringer    | Upsala-Gävle stadsteater      |
| 1959 |                | Det heliga löftet Jean de Létraz                                                        | Lars Barringer    | Uppsala-Gävle Stadsteater     |
| 1960 | Eve            | Primadonna (Adorable Julia) Marc-Gilbert Sauvajon                                       | Gösta Folke       | Lilla Teatern                 |